# نادي مازيا
نادي مازيا للرياضة والترفيه هو نادي كرة قدم مالديفي. تأسس الفريق في سنة 1996.